# Тінь, або Може бути, все обійдеться
«Тінь, або Може бути, все обійдеться» — радянський музичний фільм за п'єсою Євгена Шварца «Тінь», знятий режисером Михайлом Козаковим в 1991 році.

## Сюжет
Вчений Хрістіан-Теодор приїжджає в казкове королівство, де панують нажива, заздрість і злість. Він виявляється залучений в складну мережу інтриг королівського двору. Після першої зустрічі з принцесою учений заговорив зі своєю тінню, і раптом вона оживає. Теодор-Хрістіан (або просто Теодор), тінь головного героя, виявляється повною його протилежністю — холодним і розважливим циніком. Хрістіан закохується в принцесу Луїзу і намагається запросити її на побачення, але Тіні вдається обдурити його. Невідома Тінь, що ховається у пітьмі, в лічені дні сходить на престол королівства і починає всім диктувати свою волю. Друзі та кохана відвернулися від Хрістіана, і йому загрожує вічна ганьба і кара. Але все закінчується щасливо, бо тінь не може здолати людину.

## У ролях
- Костянтин Райкін — учений Хрістіан-Теодор / його тінь Теодор-Хрістіан
- Марина Нейолова — Юлія Джулі (співає Лариса Доліна)
- Марина Дюжева — принцеса Луїза
- Анна Ямпольська — Аннунціата
- Олександр Лазарев — лікар
- Михайло Козаков — Цезар Борджіа, журналіст
- В'ячеслав Невинний — П'єтро, господар готелю
- Юрій Волинцев — перший міністр
- Спартак Мішулін — міністр фінансів
- Гурген Тонунц — таємний радник
- Іван Уфімцев — кат
- Володимир Ферапонтов — поліцейський
- Валентин Кулик —  мажордом
- Олександр Цекало — співак на пляжі
- Лоліта Мілявська — курортниця
- Семен Берлін — продавець ножів
- Тетяна Гаврилова — контрабасистка
- Олександр Рижков — епізод
- Аркадій Коваль — епізод
- Станіслав Міхін — епізод

## Знімальна група
- Автори сценарію: Михайло Козаков, Ігор Шевцов
- Режисер: Михайло Козаков
- Оператор: Віктор Шейнін
- Художник: Олексій Аксьонов, Дмитро Алексєєв
- Композитор: Володимир Дашкевич
- Текст пісень: Юлій Кім
- Вокал: Сергій Нікітін, Лариса Доліна, Світлана Степченко, Анна Ямпольська, Михайло Серишев, Олександр Цекало, Лоліта Мілявська
- Хореографія: Кирило Ласкарі
- Звукорежисер: Олег Зільберштейн